# Philodendron lemae
Philodendron lemae är en kallaväxtart som beskrevs av George Sydney Bunting. Philodendron lemae ingår i släktet Philodendron och familjen kallaväxter. Inga underarter finns listade.